# Joost Romswinckel
Joost Romswinckel (20. Dezember 1745 in Leiden – 28. Mai 1824 in Den Haag) war ein niederländischer Rechtsanwalt und Schöffe (Beigeordneter).

## Leben
1781 heiratete er Gerardina Barbara Beeldemaker (1755–1783), mit der er zwei Kinder hatte. Nach ihrem Tod heiratete er 1787 Henrietta Geertruida Verster, mit der er drei Söhne und zwei Töchter hatte. Er war Veertigraad, Regent und Abgeordneter zu den Generalstaaten, aber wegen seiner Mitgliedschaft in der Partei der Patriotten wurde er 1787 seines Amtes enthoben. Nach der Revolution von 1795 wurde er Mitglied des Stadtrats von Leiden. Er hatte sich auf der Rapenburg in Leiden niedergelassen, wo im Januar 1807 ein mit 17.400 Kilogramm Schießpulver beladenes Schiff explodierte, sein Haus schwer beschädigte und er eine Tochter verlor. Um den Schaden beheben zu können, entschloss er sich, seine Bücher- und Kartensammlung gegen eine Jahresrente von 55.000 Gulden König Louis Bonaparte anzubieten. Der König stimmte zu und brachte diese Sammlung in die 1798 gegründete Koninklijke Bibliotheek ein.

## Sammlungen
Cromswinckel sammelte Bücher und Karten zur holländischen Geschichte im weitesten Sinne des Wortes. Die übertragene Bibliothek bestand aus ungefähr 22.000 bis 24.000 Büchern und 9.000 bis 10.000 geographische Karten. Viele der Inkunabeln- und Postinkunabeln-Bücher wurden 1790 auf den Auktionen von Pieter Anthony Bolongaro Crevenna und ab 1806 der Bibliotheca Röveriana gekauft. Die Sammlung enthielt auch viele Manuskripte aus dem 15. und 16. Jahrhundert.
Die Kartensammlung war nur teilweise katalogisiert (KB signatuur hs 72D17). Auffallend ist, dass der Beschreibung meist eine Maßstabsangabe beigefügt wurde. Da Atlanten als Bücher galten, wurden sie einfach in die Sammlung aufgenommen. Lose Karten fanden jedoch wenig Beachtung. Als die Regierung 1858 darum bat, die Sammlung in das Archiv des Kriegsministeriums zu überführen, wendete der damalige Bibliothekar Johannes Willem Holtrop dagegen nichts ein. Die meisten Karten wurden von diesem Ministerium 1921 und 1924 an das Algemeen Rijksarchief übertragen. Um welche Karten es sich handelt, lässt sich jedoch nicht mehr feststellen, da sie damals noch nicht mit einem Eigentumskennzeichen versehen waren. Ein weiterer Teil der Sammlung (ca. 2.000 Drucke und Karten) war bereits in das Archiv des Kriegsministeriums und 1873/1887 in die Sammlung des Rijksprentenkabinet (Regierungsdrucksaal) übergegangen.